# Yannick Boli
Pour les articles homonymes, voir Boli.
Yannick Boli (né le 13 janvier 1988 à Saint-Maur-des-Fossés, France) est un footballeur franco-ivoirien. Il évolue au poste d'attaquant. Il est le neveu de Basile et de Roger Boli. Il est par ailleurs le cousin de Kévin et Yohan Boli.

## Biographie
Yannick Boli rejoint le PSG à l'âge de 11 ans, en 1999. En 2003, aux côtés des futurs pros Kévin Olimpa, William Séry, Romuald Marie et Azrack Mahamat, il fait partie de la sélection de la Ligue de Paris-Île-de-France qui dispute la Coupe nationale des 14 ans. Il participe à un stage avec l'équipe de France des moins de 18 ans en février 2006, au CTNFS de Clairefontaine, aux côtés d'Anthony Modeste et Étienne Capoue. Remportant le championnat de France amateur en 2007, il intègre le groupe professionnel en septembre 2007.
Il débute en équipe première lors d'un match de Coupe de France contre Carquefou. Il joue à nouveau lors de la demi-finale contre Amiens et inscrit un but lors de la rencontre. Quatre jours plus tard, il joue pour la première fois en Ligue 1 contre Saint-Étienne. 
La saison suivante, il joue dix minutes lors du premier match de la saison contre Monaco. À la fin du mercato estival le Real Madrid souhaite le recruter moyennant une offre de 500 000 €. Paris refuse l'offre madrilène,. Souhaitant bénéficier d'un temps de jeu correct, Yannick Boli est prêté au Havre en août 2008. Il y reste jusqu'à la fin de saison mais joue peu (13 matches). En janvier 2009, il est convoqué par Erick Mombaerts, sélectionneur de l'Équipe de France espoirs de football pour un stage de détection à Clairefontaine, et joue lors d'une opposition face à la réserve du Paris Saint-Germain (2-2). 
De retour au PSG son temps de jeu est encore famélique. En janvier 2010, il quitte le PSG pour Nîmes en Ligue 2. Il signe un contrat d'une durée de deux saisons et demie en faveur des Crocodiles. Il joue quinze matches et inscrit trois buts. Lors de la saison 2010-2011, il ne joue que huit matches et ne marque qu'un seul but. En juin 2011, Boli quitte le Nîmes Olympique.
Il reste sans club jusqu'à l'été 2012, moment où il rejoint le Chernomorets Bourgas en Bulgarie. Le 18 février 2013, il signe pour deux ans au Zarya Louhansk. Lors de la 15e journée du Championnat d'Ukraine, le 3 novembre 2013, il marque son 6e but de la saison (soit son 8e depuis son arrivée au club en 22 matches de Premier League) et délivre une passe décisive lors de la rencontre contre le Dynamo Kiev.
Il termine meilleur buteur de son club avec 12 buts et septième buteur du championnat Ukrainien,. Il est élu meilleur joueur du club par les supporteurs.
En août 2014, Yannick Boli souhaite s'éloigner de l'Ukraine à la suite de l'intensification de la crise, le président du club parle également d'agents gravitant autour du joueur le poussant à résilier son contrat. Il rejoint finalement l'Anji Makhatchkala en deuxième division russe et remporte le championnat et termine meilleur buteur en 2015.
À l'issue de la saison 2017, Yannick dispose de contacts avancés avec Al Ain aux Émirats arabes unis, ainsi qu'en premiere division russe et chinoise.
Il finit par accepter la proposition du Dalian Yifang FC en deuxième division chinoise, équipe dirigée par Juan Ramon Lopez Caro, ancien entraineur du Real Madrid, et dont l'ambition est de monter en premiere division. L'objectif est rempli et Yannick termine meilleur buteur du championnat. 
Il rejoint la MLS et la franchise des Rapids du Colorado en mars 2018.
Après avoir peu joué à Denver, il quitte les États-Unis pour le championnat thaïlandais, où il s'engage avec le club de Ratchaburi Mitr Phol.

## Palmarès
Paris Saint-Germain :
- Champion de France moins de 18 ans en 2007
- Finaliste de la Coupe de France en 2008

 FK Anji Makhatchkala
- Champion de deuxième division russe en 2017
- Meilleur buteur D2 russe en 2015

 Dalian Yifang
- Meilleur buteur D2 chinoise en 2017

 Côte d'Ivoire espoirs :
- Vainqueur du Tournoi de Toulon en 2010